# Пясъчен дъждосвирец
Пясъчният дъждосвирец (Charadrius hiaticula) е птица от семейство Дъждосвирцови (Charadriidae). Среща се и в България.

## Физически характеристики
Възрастните са 17 – 19,6 cm дълги, 35 – 41 cm с разтворени криле. Имат сиво-кафяв гръб и крила, бял корем, бели гърди с черен пръстен около шията. Имат кафяво теме, бяло чело, черна маска около очите и къс оранжев и черен клюн. Краката са оранжеви. Младите птици имат по-притъпени цветове в сравнение с възрастните екземпляри, черен клюн и жълто-сиви крака.
Този вид се различава от по-малкия речен дъждосвирец по цвета на краката, окраската на главата и липсата на ясен жълт пръстен около очите.

## Разпространение
Хабитатът им за размножение е по бреговете на Северна Евразия и арктичния североизток на Канада. Птиците са мигриращи и през зимата отлитат на юг към бреговете на Африка. Много птици от Великобритания и Северна Франция не мигрират.
Има три слабо различими подвида, които се различават малко по големина и окраска:
- Charadrius hiaticula hiaticula – среща се от западна Европа до централна Скандинавия, не мигирира или мигрира на къси разстояния до югозападна Европа. Най-големият и блед (на цвят) подвид.
- Charadrius hiaticula psammodroma – среща се в Исландия, Гренландия, североизточна Канада, зимува в Западна Африка. Среден по цвят и големина.
- Charadrius hiaticula tundrae – среща се в Арктична Северна Скандинавия и Азия, зимува в Африка и Югозападна Азия. Най-малкият и най-тъмен подвид.

## Начин на живот и хранене
Търси храна по бреговете и полетата. Храни се с насекоми, червеи и ракообразни.

## Размножаване
Гнезди на земята на места с много малко или никаква растителност.